# Imène El Ghazouani
Pour les articles homonymes, voir El Ghazouani.
Imène El Ghazouani (en arabe : إيمان الغزواني), née le 9 juin 2000, est une footballeuse internationale marocaine qui évolue au poste de milieu offensif au Servette Chênois.

## Biographie
Imène El Ghazouani est née à Melun de parents marocains. Elle est issue d'une famille de sportifs, puisque ses deux petites sœurs, Fatima et Awatif, pratiquent également le football en club et représentent aussi le Maroc au niveau international.

## Carrière en club
Imène El Ghazouani joue pour La Rochette Vaux le Pénil FC, VGA Saint-Maur, Yzeure et au GPSO 92 Issy. Lors de l'intersaison 2023, elle s'exporte en Suisse en FC Sion avant de rejoindre le Servette Chênois l'année qui suit.

### Avec la VGA Saint-Maur (2019-2021)
Après plusieurs saisons au sein de son club formateur, la Rochette Vaux le Pénil, Imène El Ghazouani s'engage avec la VGA Saint-Maur qui évolue en D2 Féminine.
Elle dispute son premier match sous ses nouvelles couleurs le 8 septembre 2019 contre Rodez. Elle est titularisée lors de cette rencontre qui se termine sur un match nul (2-2).
Le 29 septembre 2019, elle inscrit son premier but avec la VGA contre Orléans. Elle ouvre le score de cette rencontre qui se termine sur une victoire de Saint-Maur (2-1).
C'est également elle qui ouvre la marque contre le GPSO 92 Issy le 23 février 2020 à l'occasion de la 15e journée du championnat. Mais ce jour-là, la VGA s'incline sur le score de deux buts à un.
En raison de la pandémie liée au covid-19, tous les championnats en France sont arrêtés. La VGA qui figure à la 9e place au classement au moment de l'arrêt des championnats, se maintient pour la saison suivante.
Le 24 octobre 2020, la VGA connait une lourde défaite à domicile contre le FC Nantes (5-1), Imène El Ghazouani inscrit le seul but de son club.
Quelques jours après, le championnat est de nouveau arrêté par rapport à la pandémie. À l'instar des autres championnats en France, la D2 Féminine connaît une saison blanche.
Imène El Ghazouani est appelée en équipe du Maroc des -20 ans avec ses coéquipières en club, Marwa Hassani et Sabah Seghir, pour prendre part fin novembre 2020 à une double confrontation amicale contre le Ghana à Accra.

### Avec Yzeure (2021-2022)
Elle réalise avec Yzeure une saison 2021-2022 mitigée notamment en raison de ses blessures.
Le 6 février 2022 contre Rodez, un des prétendants à la montée, elle se blesse à l'épaule à la suite d'un choc avec une défenseure adverse et est contrainte de céder sa place à la 12e minute du match. Une blessure qui l'éloigne des terrains pendant une période de trois mois.
Avec les Yzeuriennes, elle parvient à se hisser en finale de la Coupe de France 2021-2022. Une qualification historique pour le club auvergnat qui n'avait jamais atteint ce stade de la compétition. Bien que dans le groupe, El Ghazouani ne dispute pas la finale face au Paris Saint-Germain.

### Avec le GPSO 92 Issy (2022-2023)
Après une saison passée dans l'Allier, Imène El Ghazouani retourne dans sa région natale et s'engage le 2 août 2022 avec le GPSO 92 Issy.
Imène El Ghazouani dispute son premier match sous ses nouvelles couleurs, le 2 octobre 2022 à domicile contre l'US Orléans. Son équipe s'incline sur le score de 2-1. Elle démarre d'ailleurs titulaire lors de cette rencontre.
Le 30 octobre 2022, elle inscrit le but victorieux d'Issy sur la pelouse de l'US Saint-Malo. Sa première réalisation de la saison, et son premier but en D2 depuis le 4 octobre 2020 lorsqu'elle évolue à la VGA Saint-Maur.
Le 6 novembre lors de la réception de Le Mans, elle réalise une passe décisive en tirant un corner. Le match se termine sur une victoire d'Issy (4-3).
Lors de la 9e journée de championnat, Issy s'impose sur le terrain de l'ESOFV La Roche-sur-Yon sur le score de 1-0 grâce à un but d'Imène El Ghazouani à la 84e minute.
Après avoir passé les deux tours fédéraux, l'aventure en Coupe de France prend fin au stade des seizièmes de finale, face au FC Nantes sur le terrain de ce dernier.
Le 22 janvier, elle réalise une passe décisive sur l'unique but du match face au Club athlétique de Paris 14 inscrit dans les derniers instants de la rencontre.
C'est elle qui qualifie son équipe en finale de la Coupe de Paris IDF en transformant un pénalty dans les derniers instants du match face au Racing Saint-Denis.
Elle offre une passe décisive à Ikram Adjabi sur coup franc le 7 mai 2023 contre le LOSC, leader de la poule. Mais son équipe s'incline sur le score de 2-1.
Alors qu'Issy lutte pour le maintien en D2, le club reçoit le 21 mai 2023 le CA Paris 14 et s'impose sur ce dernier avec un score de 4-0 (El Ghazouani offre une passe décisive sur le dernier but). Malgré sa victoire, Issy est officiellement reléguée en D3 à une journée de la fin à la suite du succès dans le même temps d'Orléans face à le Mans.
Néanmoins, elle et le club isséen remportent la Coupe régionale en battant en finale le CA Paris (2-1). Imème El Ghazouani termine la saison en ayant disputé un total de 20 matchs avec l'équipe première (17 titularisation) pour 3 buts marqués et 4 passes décisives.

### Expérience en Suisse au FC Sion puis au Servette

#### Avec le FC Sion (2023-2024)
Issy qui connaît des difficultés financières, est rétrogradé en Régional 1 par la DNCG en sus de la relégation sportive. À l'instar de plusieurs joueuses, elle quitte le club et change de pays pour découvrir un nouveau championnat, celui de la Suisse en rejoignant le FC Sion qui évolue en deuxième division (LNB). Elle dispute son premier match le 26 août 2023 en étant titularisée contre Football Club Biel-Bienne à l'occasion de la 1re journée de championnat qui voit son club l'emporter 3 buts à 0. Imène El Ghazouani inscrit son premier but avec Sion le 7 octobre 2023 contre l'Étoile Carouge (sur coup-franc) contribuant ainsi à la victoire de son équipe, 5 buts à 3. Le 19 novembre 2023, elle contribue avec un but à la victoire à domicile de son équipe face au FC Schlieren. Elle retrouve le chemin des filets le 10 février 2024 contre Winterthour (victoire, 3-1).
Le FC Sion se qualifie alors pour la phase d'accession à la Super League. Imène El Ghazouani contribue à la victoire du FC Sion le 4 mai 2024 en inscrivant un doublé face au FC Wil (victoire, 4-3). Le week-end suivant, Sion se déplace chez le Frauenteam Thoune Oberland bernois. Imène El Ghazouani inscrit l'unique but de son équipe qui s'incline sur le score de 2 buts à 1. Cependant, le week-end suivant, elle et son équipe s'inclinent lourdement face au FC Rapperswil-Jona (4-0). Un résultat qui met fin aux espoirs de Sion concernant la montée en Super League.
À l'issue de la saison, Imène El Ghazouani aura pris part avec le club de Sion à 23 matchs dont 21 titularisations pour 7 buts marqués. Toutefois, elle ne prolonge pas avec le club.

#### Découverte de la Ligue des champions et de l'élite suisse avec le Servette FCCF (2024-)
Après une saison du côte de Sion, Imène El Ghazouani reste en Suisse en rejoignant le Servette Chênois évoluant en première division et engagé en Ligue des champions. Son club annonce sa signature le 10 juillet 2024. Elle rejoint donc par la même occasion ses deux compatriotes, Imane Saoud et Élodie Nakkach.
Elle dispute son premier match avec Servette le 3 août 2024 en entrant en jeu contre la Juventus dans le cadre d'un match amical de pré-saison à l'issue duquel le club suisse s'incline lourdement (6-1). Quant à son premier match officiel, elle le dispute le 10 aout 2024 en entrant en jeu contre Saint-Gall en marge de la première journée du championnat qui voit Servette s'incliner sur le score de 1-0. Elle inscrit son premier but avec le Servette le week-end suivant lors d'un déplacement à Rapperswil-Jona contribuant ainsi à la victoire 2 à 0 de son équipe.
Le 4 septembre 2024, elle fait ses premiers pas en Ligue des champions en entrant en jeu à la place d'Imane Saoud face à la Pogoń Szczecin. Le Servette remporte le match dans les dernières minutes de jeu. Le 2 novembre 2024, elle contribue à la victoire 2 à 0 de Servette contre St-Gall en offrant une passe décisive à Laura Tufo.
Elle marque son troisième but de la saison en championnat le 16 novembre 2024 face au FC Rapperswil-Jona dans un match qui se termine sur une victoire servettienne sur le socre de 5-0.
Le 23 novembre 2024, Servette s'impose sur le score de 4 buts à 0 chez les Young Boys. Imène El Ghazouani entre en jeu et délivre sa deuxième passe décisive de la saison en championnat sur le quatrième but grenat inscrit par Cassandra Korhonen. Quelques jours plus tard, le 7 décembre 2024 contre le FC Aarau chez ce dernier, elle délivre une passe décisive pour Sandrine Mauron qui donne la victoire au Servette (2-1).
Les Servettiennes atteignent la demi-finale de la Coupe de Suisse mais se font éliminées par le FC Bâle aux pénalties (6-5, 1-1 après prolongations). Imène El Ghazouani qui entre en jeu durant la rencontre, participe à la séances des tirs au but et convertit son pénalty.
Servette termine troisième de la saison régulière avec 38 points. Toutefois, il ne réussit pas à conserver son titre, étant éliminé en quart-de-finale des play-offs par Grasshopper Zurich après séance de tirs au but.

## Carrière internationale

### Maroc -20 ans
Imène El Ghazouani connait quelques sélections avec le Maroc -20 ans. Elle est convoquée par Lamia Boumehdi fin novembre 2020 pour un stage à Accra où sa sélection affronte le Ghana pour une double confrontation. Elle dispute les deux matchs en tant que titulaire avec sa coéquipière de la VGA Saint-Maur, Sabah Seghir,.

### Maroc -23 ans
Elle et sa sœur Fatima sont sélectionnées par Stéphane Nado pour prendre part à deux matchs amicaux avec l'équipe du Maroc des -23 ans qui vient de voir le jour, contre le Cameroun les 6 et 9 avril 2023 au Complexe Mohammed VI. C'est elle qui inscrit l'unique but marocain sur pénalty lors du premier match.

### Équipe du Maroc
Imène El Ghazouani fait ses débuts en équipe A du Maroc le 16 septembre 2021 en entrant en jeu à la 94ème minute contre le Cameroun lors de la Aisha Buhari Cup 2021. Mais elle connait très peu de temps de jeu durant ce tournoi amical.
Reynald Pedros l'appelle à nouveau pour le stage de fin novembre 2021 à Rabat afin d'y disputer un match de préparation à la CAN 2022 contre le Sénégal. Elle entre en jeu à la 76e à la place d'Ibtissam Jraidi.
Quasiment un an plus tard, le technicien français la convoque pour prendre part à un stage à Marbella avec une double confrontation amicale contre l'Irlande les 11 et 14 novembre 2022. Bien que dans le groupe, elle n'entre en jeu à aucune des deux rencontres. Elle ne fait pas partie également des joueuses retenues pour disputer la CAN 2022. 

#### Coupe d'Afrique 2024: Échec en finale
Deux ans plus tard après sa dernière convocation, elle est appelée par Jorge Vilda pour disputer deux matchs amicaux contre le Botswana et le Mali respectivement les 28 novembre et 3 décembre 2024. Le Maroc remporte les deux rencontres, 3-1 face au Botswanaises et 1-0 face aux Maliennes. Toutefois, bien qu'elle soit sur le banc, elle n'entre en jeu dans aucun des deux matchs.
Toujours dans le cadre des préparations à la CAN, elle est convoquée par Jorge Vilda pour disputer deux matchs amicaux internationaux, face au Ghana et Haïti respectivement les 21 et 25 février 2025 à Casablanca. Les Marocaines s'imposent face aux Ghanéennes (1-0) et font match nul contre les Haïtiennes (1-1). Imène El Ghazouani entre en jeu dans les deux matchs,. 
Elle est convoquée avec sa sœur Fatima pour le stage suivant afin de disputer deux matchs amicaux contre la Tunisie et le Cameroun les 4 et 8 avril 2025 au Stade Père-Jégo. Les Marocaines s'imposent face aux Tunisiennes avec un score de 3 buts à 1. Cependant, elles s'inclinent face aux Camerounaises (0-1). Contre la Tunisie, Imène El Ghazouani inscrit son premier but international. Elle débute le match contre le Cameroun et honore donc sa première titularisation en équipe A,.
Après une série de stages et matchs amicaux, la FRMF annonce le 24 juin 2025 la liste finale pour la CAN 2024. Imène El Ghazouani fait partie des joueuses retenues par Jorge Vilda. Le Maroc qui atteint la finale pour la deuxième fois consécutive, ne parvient pas à remporter le titre. Durant cette édition, les Marocaines terminent première de leur groupe après un nul face aux Zambiennes (2-2), une victoire face aux Congolaises (4-2) et un succès face aux Sénégalaises (1-0). En quart de finale, le Maroc élimine le Mali (3-1) puis s'impose en demi-finale aux tirs au but face Ghana (4-2, 1-1 après prolongations). Les joueuses de Jorge Vilda s'inclinent en finale face au Nigeria (3-2) après avoir mené au score (2-0) jusqu'à l'heure de jeu. Remplaçante, Imène El Ghazouani entre en jeu lors de deux rencontres durant le tournoi et délivre une passe décisive pour Chebbak contre la RD Congo.

## Statistiques

### En club
| Saison                | Club                  | Championnat           | Championnat | Championnat | Coupe(s) nationale(s) | Coupe(s) nationale(s) | Compétition(s) continentale(s) | Compétition(s) continentale(s) | Compétition(s) continentale(s) | Autres compétitions | Autres compétitions | Autres compétitions | Total | Total |
| Saison                | Club                  | Division              | M.          | B.          | M.                    | B.                    | Comp.                          | M.                             | B.                             | Comp.               | M.                  | B.                  | M.    | B.    |
| 2017-2018             | Vaux Le Pénil         | Régional 1            | 18          | -           | 1                     | 0                     | -                              | -                              | -                              | -                   | -                   | -                   | 19    | 0     |
| 2018-2019             | Vaux Le Pénil         | Régional 1            | 19          | -           | 1                     | 0                     | -                              | -                              | -                              | -                   | -                   | -                   | 20    | 0     |
| Sous-total            | Sous-total            | Sous-total            | 37          | -           | 2                     | 0                     | -                              | -                              | -                              | -                   | -                   | -                   | 39    | 0     |
| 2019-2020             | VGA Saint-Maur        | Division 2            | 14          | 2           | 2                     | 0                     | -                              | -                              | -                              | -                   | -                   | -                   | 16    | 2     |
| 2020-2021             | VGA Saint-Maur        | Division 2            | 4           | 1           | -                     | -                     | -                              | -                              | -                              | -                   | -                   | -                   | 4     | 1     |
| Sous-total            | Sous-total            | Sous-total            | 18          | 3           | 2                     | 0                     | -                              | -                              | -                              | -                   | -                   | -                   | 20    | 3     |
| 2021-2022             | Yzeure                | Division 2            | 11          | 0           | 2                     | 0                     | -                              | -                              | -                              | -                   | -                   | -                   | 13    | 0     |
| Sous-total            | Sous-total            | Sous-total            | 11          | 0           | 2                     | 0                     | -                              | -                              | -                              | -                   | -                   | -                   | 13    | 0     |
| 2022-2023             | GPSO 92 Issy          | Division 2            | 17          | 2           | 1                     | 0                     | -                              | -                              | -                              | CR                  | 2                   | 1                   | 20    | 3     |
| Sous-total            | Sous-total            | Sous-total            | 17          | 2           | 1                     | 0                     | -                              | -                              | -                              | -                   | 2                   | 1                   | 20    | 3     |
| 2023-2024             | FC Sion               | LNB+Barrages          | 17+6        | 3+4         | 0                     | 0                     | -                              | -                              | -                              | -                   | -                   | -                   | 23    | 7     |
| Sous-total            | Sous-total            | Sous-total            | 17+6        | 3+4         | 0                     | 0                     | -                              | -                              | -                              | -                   | -                   | -                   | 23    | 7     |
| 2024-2025             | Servette FCCF         | Super League          | 20          | 4           | 3                     | 1                     | LDC                            | 4                              | 0                              | -                   | -                   | -                   | 27    | 5     |
| Total sur la carrière | Total sur la carrière | Total sur la carrière | 127         | 17          | 3                     | 1                     | -                              | 4                              | 0                              | -                   | 2                   | 1                   | 136   | 19    |

## Palmarès

### En club
FF Yzeure Allier Auvergne
- Coupe de France
  -  Finaliste : 2022

 GPSO 92 Issy (1)
- Coupe de Paris-Île-de-France (1) 
  -  Vainqueur : 2022-23

### En sélection
Équipe du Maroc
- Coupe d'Afrique des nations
  -   Finaliste : 2024
- Coupe Aisha Buhari (en) :
  - 2e place : 2021